# Madagaskarärla
Madagaskarärla (Motacilla flaviventris) är en fågel i familjen ärlor inom ordningen tättingar. Den är en vanligt förekommande fågel i öppet landskap och i vattendrag på Madagaskar. Beståndet anses vara livskraftigt.

## Utseende
Madagaskarärlan är en stor (19 cm), slank och elegant ärla med typiskt svart band över bröstet. Den är grå på ovansidan, vit på bröstet och gul på buken. Den långa stjärten är mörk i mitten med vita yttre stjärtpennor. På huvudet syns ett kort vitt ögonbrynsstreck. Ungfåglar har mindre tydligt bröstband och svagare tecknat ögonbrynsstreck.

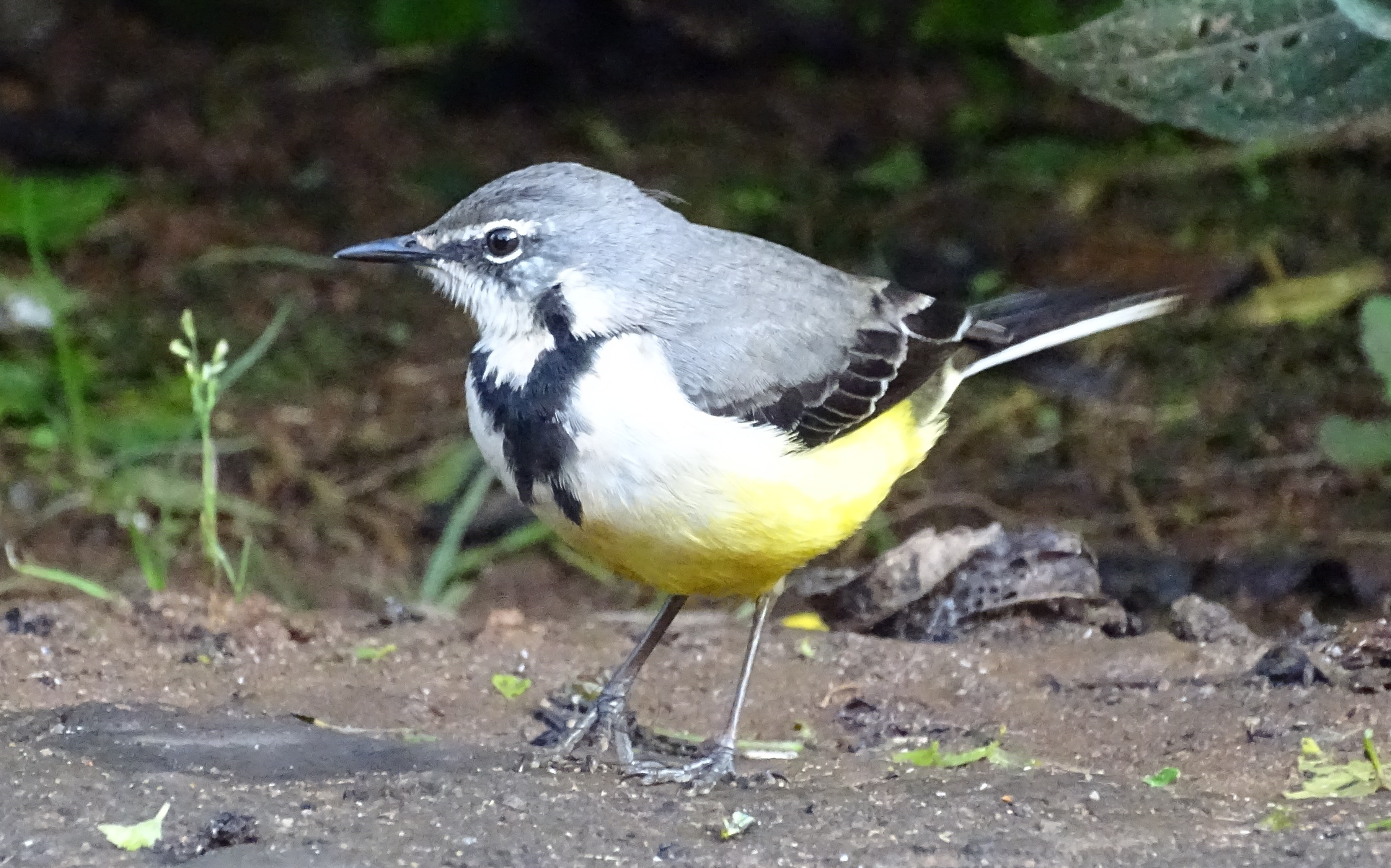
Madagaskarärla i nationalparken Andasibe-Mantadia.

## Utbredning och systematik
Arten förekommer i öppna landskap och vattendrag i hela Madagaskar. Den är vanlig och vida spridd, vanligast på östra delen av ön och på den centrala platån, mindre vanlig i norr och väst och sällsynt i söder. Enligt genetiska studier av Alström m.fl. från 2015 är madagaskarärlan systerart till likaledes afrikanska bergärlan, kapärlan samt mycket avvikande sãotoméärlan.

## Levnadssätt
Madagaskarärlan hittas intill floder, sjöar och kuster, men även i öppna områden som trädgårdar och risfält, upp till 2500 meters höjd. Födan består av små ryggradslösa djur, framför allt spindar och insekter. Den födosöker på ärlevis, springande eller promenerande på marken konstant vippande på stjärten, med plötsliga hopp ett par meter upp i luften för att fånga ett byte. Det skålformade boet placeras nära marken i tät vegetation, en trädklyka, en klippskruva eller under ett hustak, alltid nära vatten.

## Status och hot
Arten har ett stort utbredningsområde och det finns inga tecken på vare sig några substantiella hot eller att populationen minskar. Utifrån dessa kriterier kategoriserar IUCN arten som livskraftig (LC).